# Eudokija Komnena, supruga Vilima VIII. od Montpelliera
Eudokija Komnena (grčki Εὐδοκία Κομνηνή, Eudokia Komnēnē; lat. Eudocia Comnena) bila je bizantska plemkinja. Rođena oko 1160., Eudokija je bila nećakinja bizantskog cara Manuela I. Komnena, a roditelji su joj bili sebastokrator Izak Komnen — treći sin bizantskog cara Ivana II. Komnena — i njegova druga supruga Irena, koja je bila iz obitelji Synadenos. Eudokija je bila najmlađe dijete svog oca te potomak ugarsko-hrvatskih kraljeva.
Godine 1174., Manuel je poslao Eudokiju u Provansu jer je htio da se uda za sina aragonskog kralja. Prema trubadurima, trebala se udati za Alfonsa II. Aragonskog („Alfons Trubadur”), no neki anali spominju da se trebala udati za Alfonsovog mlađeg brata, grofa Rajmonda Berenguera III. Provansalskog. Brak je trebao biti važan za sklapanje saveza između cara Manuela I. i Aragonije ili Provanse, međutim, zaruke su bile poništene te se Eudokija na kraju udala za grofa Vilima VIII. od Montpelliera, godine 1180., ali je dala uvjet — njezino i grofovo najstarije dijete bit će vladar Montpelliera. Spol djeteta nije bio bitan.
Trubaduri su opisivali Eudokiji kao caricu i kćer cara Manuela, što nije točno. 1182., Eudokija je mužu rodila kćer poznatu kao Marija od Montpelliera, ali se u travnju 1187. rastala.
Eudokija je otišla u samostan, postavši redovnica te je umrla oko 1203. Njezina je kći bila kraljica Aragonije.